# Andrija Popović
Andrija Popović (né le 22 septembre 1959 à Kotor) est un joueur de water-polo yougoslave, champion olympique en 1984, devenu homme politique, président du Parti libéral du Monténégro.